# Bumi Daya
Bumi Daya is een bestuurslaag in het regentschap Lampung Selatan van de provincie Lampung, Indonesië. Bumi Daya telt 4571 inwoners (volkstelling 2010).